# Porte de Metz (Verdun)
Pour l’article homonyme, voir Porte de Metz (Toul).
La porte de Metz est un ancien édifice situé dans la ville de Verdun, dans la Meuse en région Grand Est.

## Histoire
L'ancienne porte de Metz est inscrite au titre des monuments historiques par arrêté du 24 octobre 1929.
Le siècle de la principale campagne de construction est le XVIIIe siècle.